# خرمال أحمر داكن
خرمال أحمر داكن (الاسم العلمي: Diospyros rubicunda) هو نوع من النباتات يتبع جنس الخرمال من الفصيلة الأبنوسية.